# The Anti Mother
The Anti Mother (algunas veces conocido como Norma Jean vs. The Anti Mother) es el cuarto álbum de la banda de metalcore Norma Jean. Es su primer lanzamiento con el nuevo baterista Chris Raines, mientras que Chris Day y Scottie Henry los únicos miembros de la banda que aparecieron en todos los álbumes publicados por Norma Jean.

## Información
Norma Jean añadieron a varios músicos para The Anti Mother, incluyendo Page Hamilton de Helmet, Chino Moreno de Deftones y Cove Reber de Saosin, quienes dijeron: «No sólo le hacemos anuncios de "voces invitadas" para ellos... cada banda hace eso... vamos para componer canciones con ellos». El disco fue producido por Ross Robinson, quien anteriormente hizo lo mismo en el álbum de 2006 de la banda, Redeemer.
Cory Brandan comentó:

The Anti Mother es un personaje que creamos representado todo lo que es engañoso y sin perder una hermosa apariencia de la naturaleza. Esta grabación es el álbum más melódico que creamos, pero definitivamente la grabación más dura que Norma Jean que ha hecho-- y la más furiosa.

Se hizo un video musical para el tema «Robots: 3, Humans: 0» que muestra a la banda interpretándolo en un cuarto de vuelo y continua la aventura supernatural de una pareja joven.

## Lista de canciones
| N.º | Título                                 | Escritor(es)              | Voz                                                               | Duración |  |
| 1.  | «Vipers, Snakes, and Actors»           | Norma Jean                | Cory Brandan                                                      | 4:13     |  |
| 2.  | «Self Employed Chemist»                | Norma Jean                | Brandan                                                           | 3:13     |  |
| 3.  | «Birth of the Anti Mother»             | Norma Jean                | Brandan, Holly Rae, Camille Driscoll                              | 2:48     |  |
| 4.  | «Robots: 3, Humans: 0»                 | Norma Jean                | Brandan, Chino Moreno, Cove Reber                                 | 4:30     |  |
| 5.  | «Death of the Anti Mother»             | Norma Jean                | Brandan                                                           | 4:06     |  |
| 6.  | «Surrender Your Sons...»               | Norma Jean, Moreno, Reber | Brandan, Moreno, Reber                                            | 4:40     |  |
| 7.  | «Murphy Was an Optimist»               | Norma Jean                | Brandan, Moreno, Reber                                            | 4:18     |  |
| 8.  | «Opposite of Left and Wrong»           | Norma Jean, Hamilton      | Brandan, Page Hamilton                                            | 3:14     |  |
| 9.  | «...Discipline Your Daughters»         | Norma Jean                | Brandan                                                           | 4:16     |  |
| 10. | «And There Will Be a Swarm of Hornets» | Norma Jean                | Brandan, Reber, Rae, Driscoll, Lainee Gram, Ali Pantera Abrishami | 9:27     |  |

## Créditos y personal
| Norma Jean - Cory Brandan – voz, guitarras - Scottie Henry – guitarras - Jake Schultz – bajo - Chris Day – guitarras - Chris Raines – batería, percusión Personal especial - Chino Moreno – composición, guitarras, voz (temas 4, 6, 7) - Page Hamilton – guitarras, voz (tema 8) - Cove Reber – composición, voz (temas 4, 6, 7, 10) - Holly Rae – voz (temas 3, 10) - Camille Driscoll – voz (temas 3, 10) - Lainee Gram – voz (tema 10) - Ali Pantera Abrishami – voz (tema 10) | Producción - Producido por Ross Robinson - Mezclado por Ryan Boesch y Ross Robinson - Ingeniería por Ryan Boesch - Masterizado por T-Roy Arte - Dirección artística por Steve Hash y Norma Jean - Diseñado por Steve Hash - Fotografías de Ralf Strathmann |

Fuente: